# Cerocala grandirena
Cerocala grandirena là một loài bướm đêm trong họ Erebidae.